# Enys Men
Pour plus de détails, voir Fiche technique et Distribution.
Enys Men est un drame expérimental britannique écrit et réalisé par Mark Jenkin (en), sorti en 2022.

## Fiche technique
- Titre original et francophone : Enys Men
- Réalisation, scénario, photographie, son, montage et musique : Mark Jenkin (en)
- Décors : Joe Gray, Mae Voogd
- Société de production : Bosena
- Pays de production :  Royaume-Uni
- Genre : drame expérimental[1]
- Distribution : ED Distribution (France)
- Durée : 91 minutes
- Dates de sortie : 
  - France : 20 mai 2022 (Quinzaine des Cinéastes 2022)[2] ; 10 avril 2024 (sortie nationale)

## Distribution
- Mary Woodvine
- Edward Rowe
- Flo Crowe
- John Woodvine